# جان هوین
جان هوین (به انگلیسی: John Hoeven) (زادهٔ ۱۳ مارس ۱۹۵۷) سناتور ایالت داکوتای شمالی در سنای ایالات متحده آمریکا است که برای نخستین‌بار در ۳ ژانویه ۲۰۱۱ به‌عضویت این مجلس درآمد. وی در زمرهٔ سناتورهای گروه سوم است که به‌مدت ۶ سال در سنا حضور دارند و تا تاریخ ۳ ژانویه ۲۰۱۷ در این مجلس خواهد بود.